# برایان استیل
برایان استیل (انگلیسی: Bryan Steel؛ زادهٔ ۵ ژانویهٔ ۱۹۶۹) دوچرخه‌سوار اهل بریتانیا است.
وی در مسابقات کشوری و بین‌المللی در مجموع برندهٔ ۷ مدال نقره، ۲ مدال برنز شده‌است.